# Dmitri Smirnov
Dmitri Nikolaevich Smirnov (em russo:  Дми́трий Никола́евич Смирно́в; Minsk, 2 de novembro de 1948 – Londres, 9 de abril de 2020) foi um compositor russo, que vivia desde 1991 no Reino Unido. Era casado com a também compositora Elena Firsova e teve dois filhos, o pintor e escultor Philip e a pianista Alissa.

## Biografia
Nascido em Minsk, Bielorrússia, em uma família de cantores líricos, foi enviado em 1967 para estudar no Conservatório de Moscou com Nikolai Sidelnikov (composição), Yuri Kholopov (análise) e Edison Denisov (orquestração), formando-se em 1972. Também estudou com Philip Herschkowitz, pupilo de Anton Webern.
Seu Solo para harpa ganhou o primeiro prêmio em uma competição em Maastricht, em 1976. Suas duas óperas, Tiriel e Thel, com base em poemas de William Blake, tiveram sua estréia em 1989, respectivamente nos festivais de Freiburg, Alemanha, e Almeida, Londres. No mesmo ano, sua primeira sinfonia, As Estações, foi apresentada no festival de Tanglewood, nos Estados Unidos. As Variações-Mozart foram apresentadas como balé em Pforzheim, na Alemanha, em 1992. Outras apresentações importantes incluem o oratório Uma canção de liberdade (Leeds, Reino Unido, 1993), o concerto para violoncelo (Manchester, Reino Unido, 1996), a cantata Cântico dos cânticos (Genebra, Suíça, 2001) e o concerto triplo Nº 2 (Londres, 2004, com a Orquestra Sinfônica de Londres). Muitas de suas obras refletem o fascínio de Smirnov pela poesia de William Blake.
Em 1979, foi denunciado no sexto congresso da União dos Compositores Soviéticos por sua participação em festivais de música soviética no Ocidente, figurando na lista dos "sete de Khrennikov". Foi um dos fundadores, em 1990, da nova Associação de Música Contemporânea, sediada em Moscou.
Viveu de 1991 até a sua morte no Reino Unido. Em 1998, sua família estabeleceu-se em St Albans. Foi professor-visitante da Universidade de Keele entre 1993 e 1998 e compositor-residente da Universidade de Cambridge (St. John's College). Desde 2003 lecionava na Universidade de Londres (Goldsmiths College).
Sua obra já foi executada sob a batuta de diversos maestros como Andrew Davis, Dennis Russell Davies, Peter Eötvös, Oliver Knussen, Vassily Sinaisky, Pavel Kogan, Gennady Rozhdestvensky, Gunther Schuller e Yan Pascal Tortelier. Suas partituras são publicadas por Hans Sikorski, Hamburgo, Boosey & Hawkes, Londres, e G. Schirmer, Nova Iorque.
Morreu no dia 9 de abril de 2020 em Londres, aos 71 anos, em decorrência da complicações da COVID-19.

## Obras
Algumas de suas principais obras incluem:
- Cinco sonatas para piano (1967, 1980, 1992, 2000 e 2001)
- Quatro sonatas para violino (1969, 1979, 1998 e 2005)
- Dois concertos para piano (1971 e 1978)
- Refúgio eterno para voz e trio de piano (há também uma versão orquestral), com texto de Mikhail Bulgakov (1972)
- Sete quartetos de cordas (1974, 1985, 1993, 1993, 1994, 1998 e 2005)
- Concerto para clarinete (1974)
- Pastoral para orquestra (1975)
- Miragens para quarteto de saxofone (1975)
- Solo para harpa (1976)
- A tristeza de dias passados para voz, flauta, percussão, violino e violoncelo, com texto de Aleksandr Pushkin (1976)
- Concerto triplo Nº 1 para saxofone, piano, contrabaixo, cordas e percussão (1977)
- Dois trios para piano (1977 e 1992),
- Sonata para violoncelo (1978)
- As estações para voz, flauta, viola e harpa, com texto de William Blake (1979)
- Sinfonia Nº 1, As estações, para orquestra (1980)
- Sinfonia Nº 2, Destino, para quatro solistas, coro misto orquestra, com texto de Friedrich Hölderlin (1982)
- As rimas noturnas, cantata para voz e orquestra, com texto de Aleksandr Pushkin (1982)
- Tiriel, ópera inspirada em William Blake (1983-1985)
- Thel, ópera de câmara inspirada em William Blake (1986)
- Variações-Mozart, para orquestra (1987)
- As visões de Coleridge, para voz e 10 executantes, com texto de Samuel Taylor Coleridge (1987)
- Canções de amor e loucura para voz, clarinete, celesta, harpa e trio de cordas, com texto de William Blake (1988)
- Os sete anjos de William Blake para piano (1988)
- Figuras de Blake, balé: A história do luar (1988), A escada de Jacó (1990), Abel (1991), O rio da vida (1992)
- Poemas de oito linhas para voz, flauta, trompa, harpa e trio de cordas, com texto de Osip Mandelstam
- Três concertos para violino (1990, 1995 e 1996)
- Uma canção de liberdade, oratório para quatro solistas, coro misto e orquestra, com texto de William Blake (1991)
- Quinteto para piano, violino, viola, violoncelo e contrabaixo (1992)
- Concerto para violoncelo (1992)
- Canções de Ariel para voz, 2 flautas doces, violoncelo e cravo, com texto de William Shakespeare (1993)
- Os guardiões do espaço para orquestra (1994)
- Sinfonia Nº 3, Viagens, para orquestra (1995)
- A música das esferas para piano (1995)
- A noiva em sua sepultura, ópera, com libreto de Ruth Fainlight (1995)
- Elegia em memória de Edison Denisov em duas versões: para violoncelo solista e para dezesseis executantes (1997)
- Os pássaros do tempo para orquestra (1997)
- Cântico dos cânticos, cantata para soprano, tenor, coro misto e orquestra, com texto do Rei Salomão
- Entre Cila e Caribdis para orquestra de cordas (1997)
- Missa para coro misto (1998)
- Opus 111 para clarinete, violoncelo e piano (1998)
- Crepúsculo, para soprano e seis executantes com texto de James Joyce (1998-2000)
- Retrato em memória de Dmitri Shostakovich, para octeto de madeiras e contrabaixo (1999)
- Concerto piccolo para violoncelo e orquestra (composto para Mstislav Rostropovich, 2001)
- Inocência da experiência, para fita, com texto de William Blake (2001)
- Dois Metaplasmas para piano (2002), o primeiro também para orquestra
- Concerto triplo Nº 2 para violino, harpa, contrabaixo e orquestra (2003)
- Viagem ideal, para voz, flauta, clarinete, violino, violoncelo e piano, com texto de Matsuo Bashō
- Sinos vermelhos em memória de Dmitri Shostakovich, para piano e sete executantes (1995)
- Réquiem para quatro solistas, coro misto e orquestra (2006)